# Мадсен, Виго
Виго Мёйленгракт Мадсен (дат. Vigo Meulengracht Madsen; 13 ноября 1889, Вайле — 17 июня 1979) — датский гимнаст, бронзовый призёр летних Олимпийских игр 1912 года в командном первенстве по произвольной системе. Участвовал в командном первенстве на Олимпиаде 1908 года (4-е место). Брат Свенда Мадсена, гимнаста и Ганса Мадсена, яхтсмена.